# 해양 사고

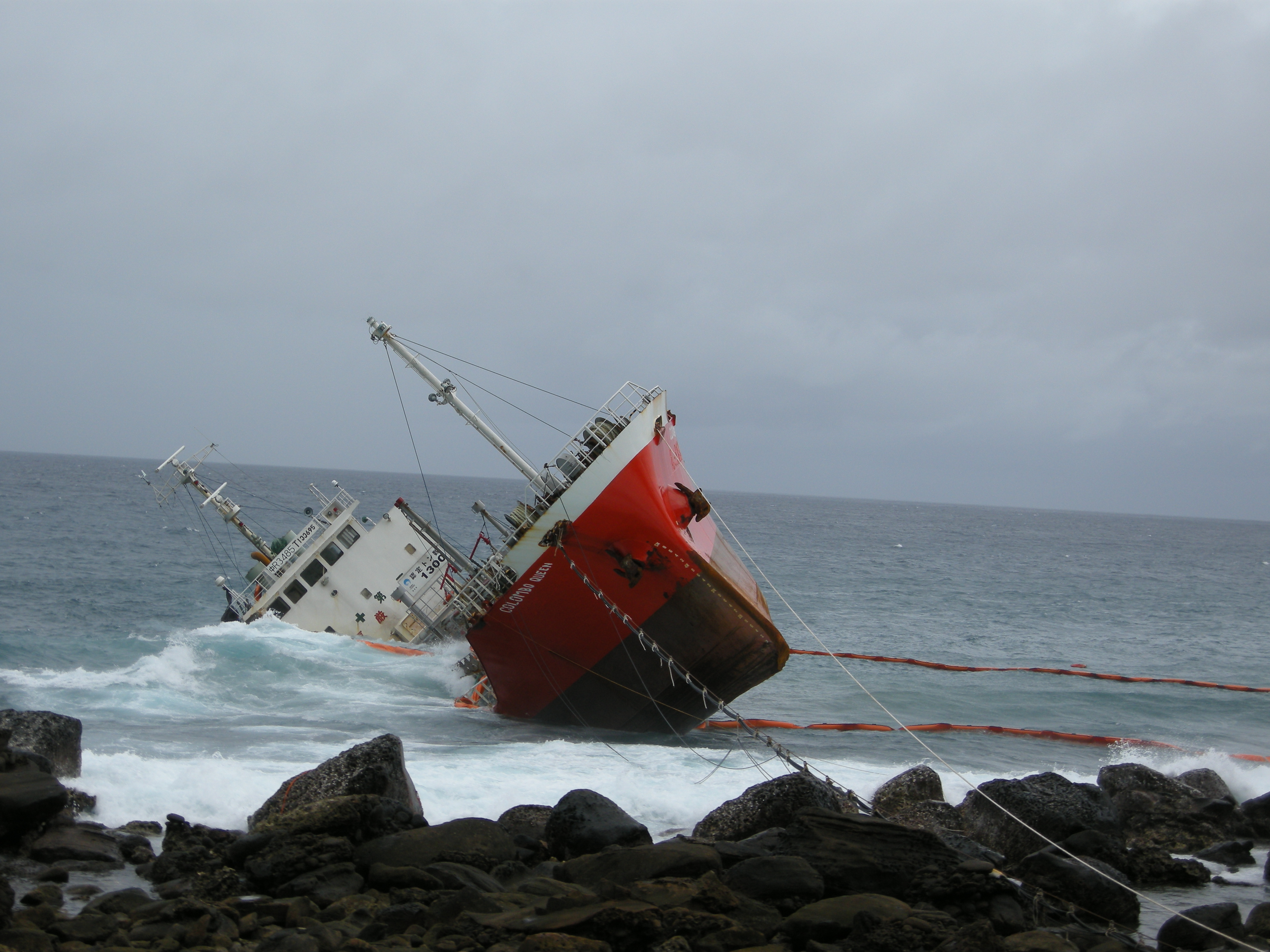
2009년에 일어난 해양 사고

해양 사고(海洋事故)는 항해하던 선박에서 발생하는 사고이다. 사고의 종류로는 여러개가 있으며, 대표적으로는 난파나 전복이 있다.

## 해양 사고가 발생되는 원인
- 피로 파괴
- 기관 고장
- 여타 선박과의 충돌
- 태풍 등 기상 악화
- 암초와의 충돌
- 선장 또는 항해사의 운항부주의

## 같이 보기
- 기름 유출
- 선박 충돌
- 난파선